# Jojoba-familien
Jojoba-familien (Simmondsiaceae) er en familie med én enkelt slægt (Jojoba-slægten), som rummer én enkelt art, nemlig den nedenstående. Alle dele af beskrivelsen skal derfor søges under denne art.
| Den beskrevne art |

- Jojoba (Simmondsia chinensis)